# Сулковский, Александр Эдвард
Александр Эдвард Сулковский (пол. Aleksander Edward Sułkowski; 6 декабря 1856, Нью-Бремен, США — 2 сентября 1926, Бельско-Бяла, Польша) — польский аристократ, 8-й князь на Бельско-Бяле (VIII Herzog von Bielitz Fürst des Heiligen Römischen Reiches, Herr auf Toót-Soók, Ungarn) (1920—1926).

## Биография

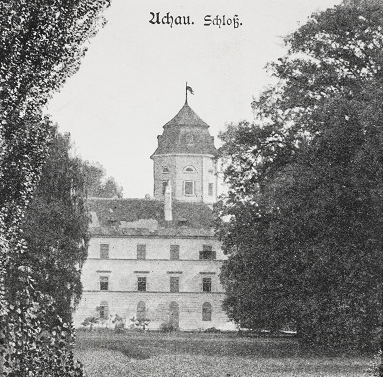
Замок в Ахау

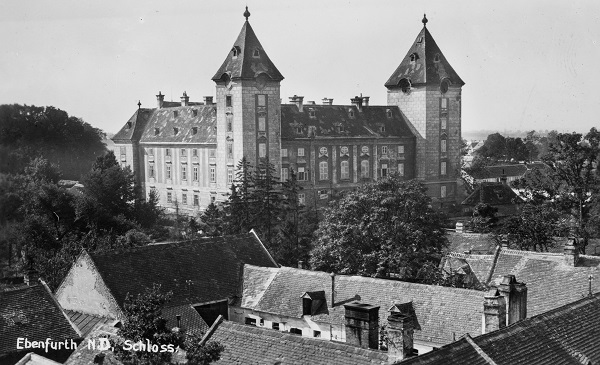
Замок в Эбенфурте

Представитель польского магнатского рода Сулковских герба «Сулима». Третий сын князя Людвика Яна Непомуцена Сулковского (1814—1879), 6-го князя на Бельско-Бяле (1832—1879), от второго брака с Марией Гемперле (1832—1870), дочерью швейцарских мещан и купцов из Роршаха.
Учился в кавалерийской школе кадетов в Границе. 1 ноября 1875 года он был зачислен кадетом в 8-й Чешский драгунский полк имени принца Карла Прусского, стоявший гарнизоном в Свети-Юре и Братиславе. 1 ноября 1876 года Александр Эдвард получил звание подпоручика, а в следующем году был переведен в 6-й Гусарский полк. 1 мая 1881 года он был произведен в поручики, а 1 мая 1889 года получил чин ротмистра второго класса. Во время военной службы находился в войсках, дислоцированных в Южной Венгрии и в Шопроне. В 1891 году был отправлен в отпуск, а в 1894 году вышел в отставку. На момент начала Первой мировой войны князю было 58 лет и, учитывая его возраст, он не был мобилизован. Князь Александр Эдвард был награжден бронзовой памятной юбилейной медалью вооруженных сил (1899) и военным юбилейным крестом (1908).

## Личная жизнь

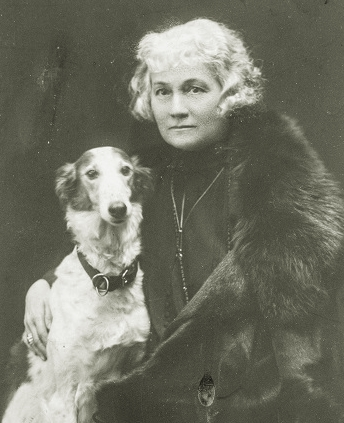
Баронесса Мария Тереза Мозер фон Эбрайхсдорф (1872—1940), супруга князя Александра Эдварда Сулковского

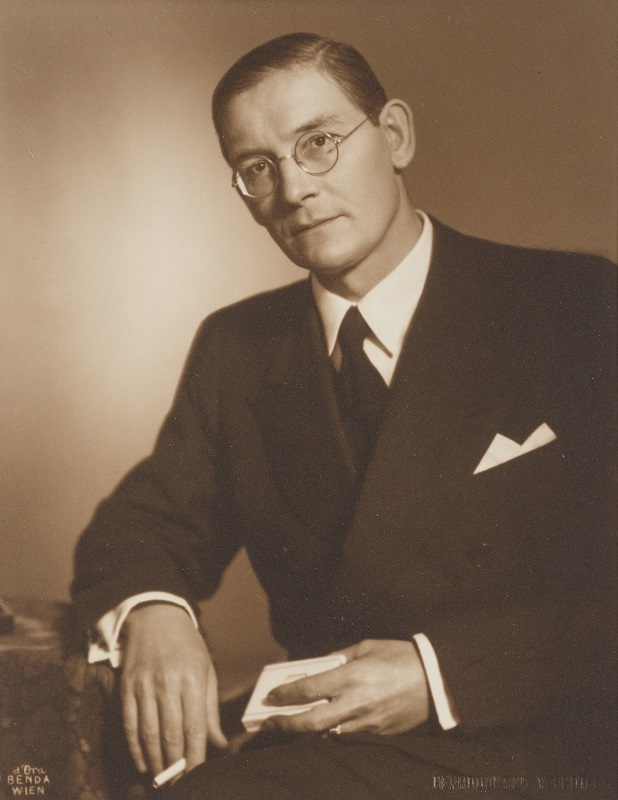
Князь Александр Кароль Людвик Сулковский (1893—1956), будущий 9-й князь на Бельско-Бяле (1929—1956), старший сын Александра Эдварда

18 мая 1890 года князь Александр Эдвард Сулковский женился на баронессе Марии Терезе Мозер фон Эбрайхсдорф (1872—1940), происходившей из старинной и богатой дворянской семьи из Нижней Австрии. Её родителями были Карл Мозер фон Эбрайхсдорф и Приска Горуп де Базанес, владельцы замков Эбенфурт и Ахау. Род Горуп де Базанес происходил из Граца и владел имениями на территории нынешней Хорватии, а семья Мосер фон Эбрайхсдорф была связана с родом фон Зутнер, также владевшими замками в Эбенфурте и Ахау. Австрийская писательница и журналистка, первая женщина — лауреат Нобелевской премии, баронесса Берта фон Зутнер (1843—1914), урожденная княгиня Кински, была родственницей детей князя Александра Эдварда Сулковского.
Князь и его жена имели шестерых детей:
- Ванда Мария Луиза Сулковская (род. 17 февраля 1892, замок Ахау — 1 октября 1948, Больцано), муж с 1921 года поручик австрийский драгун в отставке Отто Ауфшнайтер фон Хуебенбург (1898—1941), брак был бездетным.
- Александр Мария Карл Людвик Сулковский (15 февраля 1893, Эбенфурт — 27 марта 1956, Леобен), 9-й князь на Бельско-Бяле (1929—1956), был дважды женат. 1-я жена с 1919 года графиня Теодора Хардег ауф Глац унд им Махланде, от брака с которой у него была дочь Александра. Развелись в 1935 году. В 1936 году князь вторично женился на Анне Маллингер, дочери владельца сети заводов в Леобене. Дети от второго брака:
  - Ядвига (Хейди) (род. 27 июля 1938, Вена)
  - Александр Йозеф (род. 23 марта 1940, Вена)
- Мария Тереза (Дейзи) Сулковская (29 июля 1894, замок Ахау — 27 апреля 1960), жена с 1914 года барона Карла Гундаккара фон Зутнера (1880—1952), ротмистра 4-го Драгунского полка. Четверо детей
- Мария Карола (Кэрри) Сулковская (24 декабря 1895, замок Ахау — ?), не замужем
- Роман Эдгар Сулковский (18 июня 1897, Tannenmühle — 1940, Вена), был дважды женат. Его первой женой в 1920 году стала Мария Вильгельмина Хардег ауф Глац унд им Михланде, сестра невестки. Они развелись в 1925 году. В 1928 году он вторично женился на Берте Нойхойзер (род. 1900). Дети от первого брака: дочь Романа (род. 4 декабря 1920).
- Мария Приска (Пусси) Сулковская (13 сентября 1902, замок Ахау — ?), жена с 1930 года Павла Менкла, владельца имения Медыня. В браке имели сына и дочь.

## Князь на Бельско-Бяле
Когда Александр Эдвард Сулковский женился на Марии Терезе Мозер фон Эбрайхсдорф, перспектива унаследовать бельскую ординацию была очень отдаленной. Владельцем замка Бельско-Бяла был его старший сводный брат, Йозеф Мария Людвик Сулковский (1848—1920), 7-й князь на Бельско-Бяле с 1879 года. Первым претендентом на приобретение титула и наследства являлся Альфред Сулковский (1855—1913), старший брат Александра Эдварда. После увольнения с военной службы князь Александр Эдвард приобрел имение с замком в Tótsók на территории Верхней Венгрии (в настоящее время Шалговце, Нитранский край, Словакия). Благодаря браку с Марией Терезой Мозер фон Эбрайсдорф, приобрел поместья с замком Tannenmühle, к западу от Вены. Александр Эдвард Сулковский любил проводить свободное время в провинции, где он мог заниматься охотой, верховой ездой, лесничеством и сельским хозяйством.
После 1913 года, когда умер Альфред Сулковский, Александр отказался от имения Тотсок и взял на себя обязанности опекуна своего недееспособного сводного брата Йозефа Марии Людвика Сулковского. Другой из причин таких действий были растущие националистические беспорядки в Венгрии. Александр Эдвард Сулковский несколько раз менял место жительства, переехал в Хитцинг под Веной, а затем в Хинтербрюль (округ Мёдлинг), чтобы на несколько лет осесть с семьей в курортном городе Баден под Веной. В 1919 году он переехал в замок в Бельско-Бяле. В 1920 году после смерти своего сводного брата Йозефа Марии Людвика Александр Эдвард Сулковский унаследовал княжеский титул, став 8-м князем на Бельско-Бяле, и стал управлять родовой ординацией. Ему помогал в управлении имуществом его старший сын и будущий преемник Александр Людвик.
2 сентября 1929 года 69-летний князь Александр Эдвард Сулковский скончался в замке Бельско-Бяла и был похоронен в родовой часовне Святой Анны.